# Robert Graves
Robert Graves (n. 24 iulie 1895, Greater London, Anglia, Regatul Unit al Marii Britanii și Irlandei – d. 7 decembrie 1985, Deià, Insulele Baleare⁠(d), Spania) a fost un scriitor, traducător și eseist englez.
Lirica sa a fost influențată de T.S. Eliot, iar romanele sale sunt neconvenționale, notabile prin reconstituirea mediului și jocul ficțiunii și al umorului.

## Scrieri
- 1925: Tehnicile poetice contemporane ("Contemporary Techniques of Poetry")
- 1929: Adio la toate acestea ("Goodbye to All That")
- 1930: Dar lucrurile merg mai departe ("But It Still Goes On")
- 1934: Eu, Claudiu împărat ("I, Claudius")
- 1934: Claudiu zeul ("Claudius the God")
- 1938: Contele Belizarie ("Count Belizarius")
- 1948: Zeița albă ("The White Goddess")
- 1955: Miturile grecești ("The Greek Myths")